# PSME1
PSME1‏ (Proteasome activator subunit 1) هوَ بروتين يُشَفر بواسطة جين PSME1 في الإنسان.